# Ver Sacrum (журнал)
Ver Sacrum (лат. Ver Sacrum — «Весна священная») — официальный журнал объединения австрийских художников «Венский сецессион». Основан художниками Густавом Климтом и Максом Курцвайлем. Издание публиковалось в Вене в 1898—1903 годах. Журнал отражал надежды молодых австрийских художников периода югендстиля — немецкого и австрийского модерна — на обновление искусства и преодоление наследия отжившего к тому времени академизма, особенно ненавистных им Мюнхенской и Венской академии искусств.

## Название
У древних италиков, а затем и у римлян существовал религиозный обычай. В случае чрезвычайных бедствий, обрушивавшихся на государство, давали обет богам (Марсу или Юпитеру) принести им в жертву всё, что родится ближайшей весной (с начала марта по конец апреля): приплод скота, а в глубокой древности, по свидетельству античных авторов, также и первенцев знатных семей. В более поздние времена вместо человеческих жертвоприношений молодёжь, достигшую 20 или 21 года, символически изгоняли: прикрыв лицо, выводили за границу города Рима. Этот обычай символизировал обновление жизни, избавление от бед и несчастий и надежду на благоприятное будущее.

## История и эстетическая программа
На страницах журнала воспроизводились произведения «новых» австрийских художников: Альфреда Роллера, Коломана Мозера, Йозефа Хоффмана, Йозефа Марии Ольбриха, Макса Курцвайля, Эрнста Штёра, Йозефа Марии Аухенталлера, Вильгельма Листа, Рудольфа Бахера и многих других, а также литературные произведения выдающихся писателей со всей Европы. Среди них были Райнер Мария Рильке, Гуго фон Гофмансталь, Морис Метерлинк, Кнут Гамсун, Отто Юлиус Бирбаум, Рихард Демель, Рикарда Хуч, Конрад Фердинанд Мейер, Йозеф Мария Охенталлер и Арно Хольц.
Необычен почти квадратный формат издания. Журнал издавал Рудольф фон Альт, председатель Сецессиона, при финансовом участии Зигфрида Бинга, известного торговца произведениями искусства.
С третьего года журнал выходил два раза в месяц вместо одного, но меньшим тиражом.